# 埃拉澤姆·洛貝克
埃拉澤姆·洛貝克（1984年2月21日—），斯洛文尼亞籃球運動員。他現在效力於西班牙籃球甲級聯賽球隊巴塞羅那籃球俱樂部。他也代表斯洛文尼亞國家籃球隊參賽。他在2005年NBA選秀第二輪中被印第安納步行者選中。